# Roman Diethelm
Pour les articles homonymes, voir Diethelm.
Roman Diethelm, né le 15 février 1980 à Frauenfeld, est un joueur professionnel suisse de hockey sur glace.

## Profil
Il joue au poste de défenseur et porte le numéro de maillot 5.

## Carrière en club
- 1998-2001 HC Thurgovie (LNB)
- 2001-2002 Lorenskog IK (Eliteserien) (Norvège) et Kristianstad (Division 2) (Suède)
- 2002-2003 SC Langenthal (LNB)
- 2003-2005 HC Thurgovie (LNB)
- 2005-2006 HC Viège (LNB)
- 2006-2007 HC Martigny et HC Sierre (LNB)
- 2007-2008 HC Sierre- et HC Bienne (LNB)
- 2008-... HC Olten (LNB)

## Palmarès
- Champion Suisse LNB en 2008 avec le HC Bienne
- Promotion en LNA en 2008 avec le HC Bienne